# Герберт Губіньш
Герберт Губіньш (латис. Herberts Gubiņš; нар. 17 листопада 1914, м. Рига, Російська імперія — пом. 2 лютого 1980, Торонто, Канада) — латвійський баскетболіст, чемпіон Європи 1935 року.

## Життєпис
На клубному рівні Герберт Губіньш виступав за команду «Гонг» в чемпіонаті Латвії. Крім цього, був членом студентського клубу «Селонія».
У складі збірної Латвії провів 4 матчі. На переможному чемпіонаті Європи 1935 року взяв участь у 3 матчах, набрав одне очко у фінальній грі зі збірною Іспанії.
Під час другої світової війни співпрацював з нацистами, працював перекладачем. Після звільнення Латвії до 1952 року перебував у таборі для військовополонених, згодом переїхав до Німеччини, а звідти — до Канади. Брав активну участь у житті латиської діаспори.